# Coupe de France 1944/45
Het seizoen 1944/45 was het 28e seizoen van de Coupe de France in het voetbal. Het toernooi werd georganiseerd door de Franse voetbalbond.
1944/45 was het laatste van de zes oorlogsseizoenen in het Franse voetbal. In tegenstelling tot de aangepaste competitie die onofficieel was, was het bekertoernooi officieel.
Voorafgaand aan het seizoen werden de profafdelingen van de clubs weer in ere hersteld en de spelers van de bondsteams konden weer als profs voor de clubs spelen. Aan het bekertoernooi namen 510 clubs deel. Het seizoen begon in de zomer van 1944 en eindigde op 6 mei 1945 met de finale in het Stade Olympique Yves-du-Manoir in Colombes. De zege ging voor de vierde keer naar RC Paris die Lille OSC met 3-0 versloeg.

## 1/32 finale
De wedstrijden werden op 7 januari 1945 gespeeld, de enige beslissingswedstrijd op 21 januari.
| Winnaar                | Uitslag          | Finalist                |
| ---------------------- | ---------------- | ----------------------- |
| RC Paris               | 6-0              | USA Limoges             |
| Lille OSC              | 12-1             | Olympique Saint-Quentin |
| OGC Nice               | 12-1             | AS Avignon              |
| Toulouse FC            | 5-1              | FC Bordeaux-Bouscat     |
| Arago Sport Orléans    | 3-0              | Racing Club de France * |
| Lyon OU                | 8-1              | ASA Vauzelles           |
| FC Rouen               | 3-3 nv; 4-1      | US Vésinet              |
| RC Lens                | 10-0             | AC Amiens               |
| Girondins ASP Bordeaux | 2-1              | Stade Mont-de-Marsan    |
| Stade Rennes           | 4-3              | SCO Angers              |
| Olympique Marseille    | 4-3              | SO Chambéry             |
| Stade Clermont         | 7-1              | SC Vichy                |
| Red Star Olympique     | 7-1              | CA Vernon               |
| US Cazères             | 4-2              | SO Montpellier          |
| CA Valenciennes        | 6-1              | Stade Compiègne         |
| Stade Lorrain          | niet gespeeld ** | RC Strasbourg           |

| Winnaar                | Uitslag          | Finalist             |
| ---------------------- | ---------------- | -------------------- |
| AS Trouville-Deauville | 3-0              | ES Versailles        |
| Stade Français         | 6-1              | US Quevilly          |
| AS Aix                 | 2-1              | AS Cannes            |
| Olympique Nîmes        | 10-0             | SO Pont-de-Chéruy    |
| AS Charentes           | 6-1              | USE La Roche Rigault |
| RCFC Besançon          | niet gespeeld ** | FC Mulhouse          |
| Le Havre AC            | 2-1              | JS Puteaux           |
| US Tourcoing           | 3-0              | US Auchel            |
| US Saint-Gaudens       | 2-1              | FC Sète              |
| US Le Mans             | 5-0              | JA Saumur            |
| Olympique Alès         | 3-1              | USA Perpignan        |
| AS Saint-Étienne       | 4-3              | FC Gueugnon          |
| Stade Reims            | 7-0              | ES Juvisy            |
| EC Bordeaux            | 6-3              | Chamois Niort FC     |
| Excelsior Roubaix      | 5-3              | RC Roubaix           |
| CS Blénod              | 5-2              | FC Metz              |

## 1/16 finale
De wedstrijden werden op 4 en 5 (Lille-Stade Français) februari 1945 gespeeld, de beslissingswedstrijden op 11 (Nice-Aix) en 18 (Lorrain-Blénod) februari.
| Winnaar             | Uitslag     | Finalist               |
| ------------------- | ----------- | ---------------------- |
| RC Paris            | 7-0         | AS Trouville-Deauville |
| Lille OSC           | 3-2         | Stade Français         |
| OGC Nice            | 1-1 nv; 3-0 | AS Aix                 |
| Toulouse FC         | 6-1         | Olympique Nîmes        |
| Arago Sport Orléans | 5-0         | AS Charentes           |
| Lyon OU             | 4-1         | RCFC Besançon          |
| FC Rouen            | 3-0         | Le Havre AC            |
| RC Lens             | 13-1        | US Tourcoing           |

| Winnaar                | Uitslag | Finalist          |
| ---------------------- | ------- | ----------------- |
| Girondins ASP Bordeaux | 5-1     | US Saint-Gaudens  |
| Stade Rennes           | 1-0     | US Le Mans        |
| Olympique Marseille    | 4-1     | Olympique Alès    |
| Stade Clermont         | 3-1     | AS Saint-Étienne  |
| Red Star Olympique     | 1-0     | Stade Reims       |
| US Cazères             | 3-2     | EC Bordeaux       |
| CA Valenciennes        | 4-1     | Excelsior Roubaix |
| Stade Lorrain          | 1-0     | CS Blénod         |

## 1/8 finale
De wedstrijden werden op 3 (Lille-Rennes) en 4 maart 1945 gespeeld, de enige beslissingswedstrijd op 18 maart.
| Winnaar     | Uitslag     | Finalist               |
| ----------- | ----------- | ---------------------- |
| RC Paris    | 4-1         | Girondins ASP Bordeaux |
| Lille OSC   | 0-0 nv; 1-0 | Stade Rennes           |
| OGC Nice    | 1-0         | Olympique Marseille    |
| Toulouse FC | 2-1         | Stade Clermont         |

| Winnaar             | Uitslag | Finalist           |
| ------------------- | ------- | ------------------ |
| Arago Sport Orléans | 1-0     | Red Star Olympique |
| Lyon OU             | 4-0     | US Cazères         |
| FC Rouen            | 3-2     | CA Valenciennes    |
| RC Lens             | 10-0    | Stade Lorrain      |

## Kwartfinale
De wedstrijden werden op 17 (Paris-Orléans, Lille-Lyoun) en 18 maart 1945 gespeeld.
| Winnaar     | Uitslag | Finalist            |
| ----------- | ------- | ------------------- |
| RC Paris    | 1-0     | Arago Sport Orléans |
| Lille OSC   | 3-2     | Lyon OU             |
| OGC Nice    | 4-0     | FC Rouen            |
| Toulouse FC | 4-3     | RC Lens             |

## Halve finale
De wedstrijden werden op 15 april 1945 gespeeld.
| Winnaar   | Uitslag | Finalist    |
| --------- | ------- | ----------- |
| RC Paris  | 2-1     | OGC Nice    |
| Lille OSC | 4-0     | Toulouse FC |

## Finale
De wedstrijd werd op 6 mei 1945 gespeeld in het Stade Olympique Yves-du-Manoir in Colombes voor 49.983 toeschouwers. De wedstrijd stond onder leiding van scheidsrechter Georges Capdeville.
| Winnaar                                                     | Uitslag | Finalist  |
| ----------------------------------------------------------- | ------- | --------- |
| RC Paris                                                    | 3-0     | Lille OSC |
| André Philippot 30' Pierre Ponsetti 40' Oscar Heisserer 65' |         |           |

1917/18 · 1918/19 · 1919/20 · 1920/21 · 1921/22 · 1922/23 · 1923/24 · 1924/25 · 1925/26 · 1926/27 · 1927/28 · 1928/29 · 1929/30 · 1930/31 · 1931/32 · 1932/33 · 1933/34 · 1934/35 · 1935/36 · 1936/37 · 1937/38 · 1938/39 · 1939/40 · 1940/41 · 1941/42 · 1942/43 · 1943/44 · 1944/45 · 1945/46 · 1946/47 · 1947/48 · 1948/49 · 1949/50 · 1950/51 · 1951/52 · 1952/53 · 1953/54 · 1954/55 · 1955/56 · 1956/57 · 1957/58 · 1958/59 · 1959/60 · 1960/61 · 1961/62 · 1962/63 · 1963/64 · 1964/65 · 1965/66 · 1966/67 · 1967/68 · 1968/69 · 1969/70 · 1970/71 · 1971/72 · 1972/73 · 1973/74 · 1974/75 · 1975/76 · 1976/77 · 1977/78 · 1978/79 · 1979/80 · 1980/81 · 1981/82 · 1982/83 · 1983/84 · 1984/85 · 1985/86 · 1986/87 · 1987/88 · 1988/89 · 1989/90 · 1990/91 · 1991/92 · 1992/93 · 1993/94 · 1994/95 · 1995/96 · 1996/97 · 1997/98 · 1998/99 · 1999/00 · 2000/01 · 2001/02 · 2002/03 · 2003/04 · 2004/05 · 2005/06 · 2006/07 · 2007/08 · 2008/09 · 2009/10 · 2010/11 · 2011/12 · 2012/13 · 2013/14 · 2014/15 · 2015/16 · 2016/17 · 2017/18 · 2018/19 · 2019/20 · 2020/21 · 
2021/22 · 2022/23 · 2023/24 · 2024/25 ·